# Alain-René Lesage
Alain-René Lesage (Sarzeau en Morbihan, Bretaña, 6 de mayo de 1668 - Boulogne-sur-Mer, 1747) fue un novelista y dramaturgo francés.

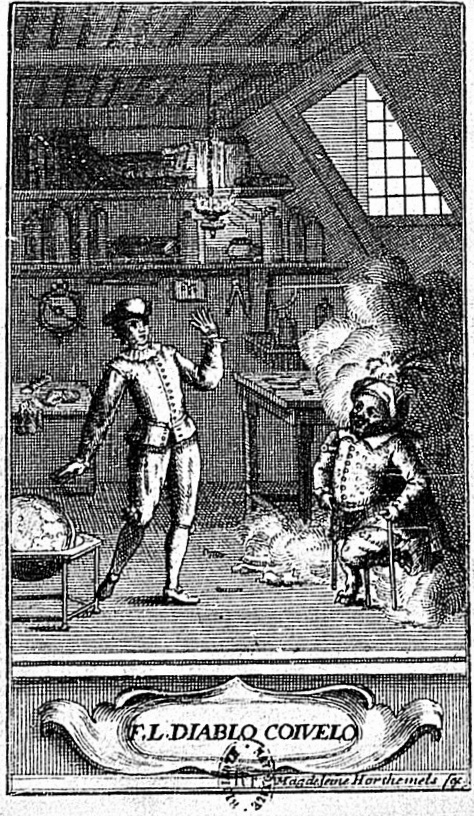
Frontispicio de Le Diable boiteux (Diablo cojuelo), Paris: Veuve Barbin, 1707. Grabado de Louise-Madeleine Cochin.

## Biografía
Estudió leyes y figuró en el Colegio de Abogados parisino desde 1692, pero decidió consagrarse al teatro. En este campo alcanzó su primer éxito en 1707 gracias a la pieza en un acto Crispin de Rival. El mismo año, una novela picaresca suya, Le Diable boîteux, inspirada en El diablo cojuelo, de Luis Vélez de Guevara, tuvo también un gran éxito. 
Entre 1712 y 1735 escribió un centenar de piezas más o menos buenas para el teatro de ópera cómica La Foire, entre las que cabe destacar Turcaret (1709), una comedia sobre un avaro enamoradizo. Sin embargo, fue sin duda alguna Gil Blas de Santillane, publicada en 1715, la obra que le aseguró la celebridad. 
Se trata de una novela picaresca, progresivamente ampliada (4 volúmenes entre 1715 y 1735), que toma a mansalva inspiración del género español, especialmente del Marcos de Obregón de Vicente Espinel, y que se considera una de las obras maestras del género; aprovecha, como sus modelos españoles, para ofrecer una visión satírica de la sociedad francesa de su época. José Francisco de Isla la tradujo como Historia de Gil Blas de Santillana con un prólogo que denuncia el expolio de los clásicos españoles por parte del autor. Alain-René Lesage también vertió al francés, o más bien adaptó, el Quijote de Alonso Fernández de Avellaneda, cuyo texto modificó considerablemente, suprimiendo pasajes y episodios y agregando otros. 
Esta obra se publicó en París en 1704, en la imprenta de la viuda de Claude Barbin, con el título de Nuevas aventuras del admirable don Quijote de la Mancha, compuestas por el licenciado Alonso Fernández de Avellaneda, (Nouvelles Aventures de l'Admirable Don Quichotte de la Manche, composées par le licencié Alonso Fernández de Avellaneda). No tuvo demasiado éxito y no fue reimpresa sino hasta 1828. En 2008 se publicó la primera edición anotada de esta obra, a cargo del cervantista español David Álvarez. La novela Le Diable boîteux ha sido objeto de numerosas adaptaciones en forma de obras de teatro, ballets y películas.

## Obras

### Teatro
- Turcaret (1709)

### Novelas
- Le Diable boiteux, 1707.
- Histoire de Gil Blas de Santillane, (Livres I-VI), 1715.
- Histoire de Gil Blas de Santillane, (Livres VII-IX), 1724.
- Histoire de Gil Blas de Santillane, (Livres X-XII), 1735.
- Histoire de Gil Blas de Santillane, 1747.
- Le Bachelier de Salamanque, 1736.

- Datos: Q267962
- Multimedia: Alain-René Lesage / Q267962
- Textos: Autor:Alain-René Lesage